# 运河商务区
39°54′33″N 116°40′14″E / 39.909092°N 116.670422°E

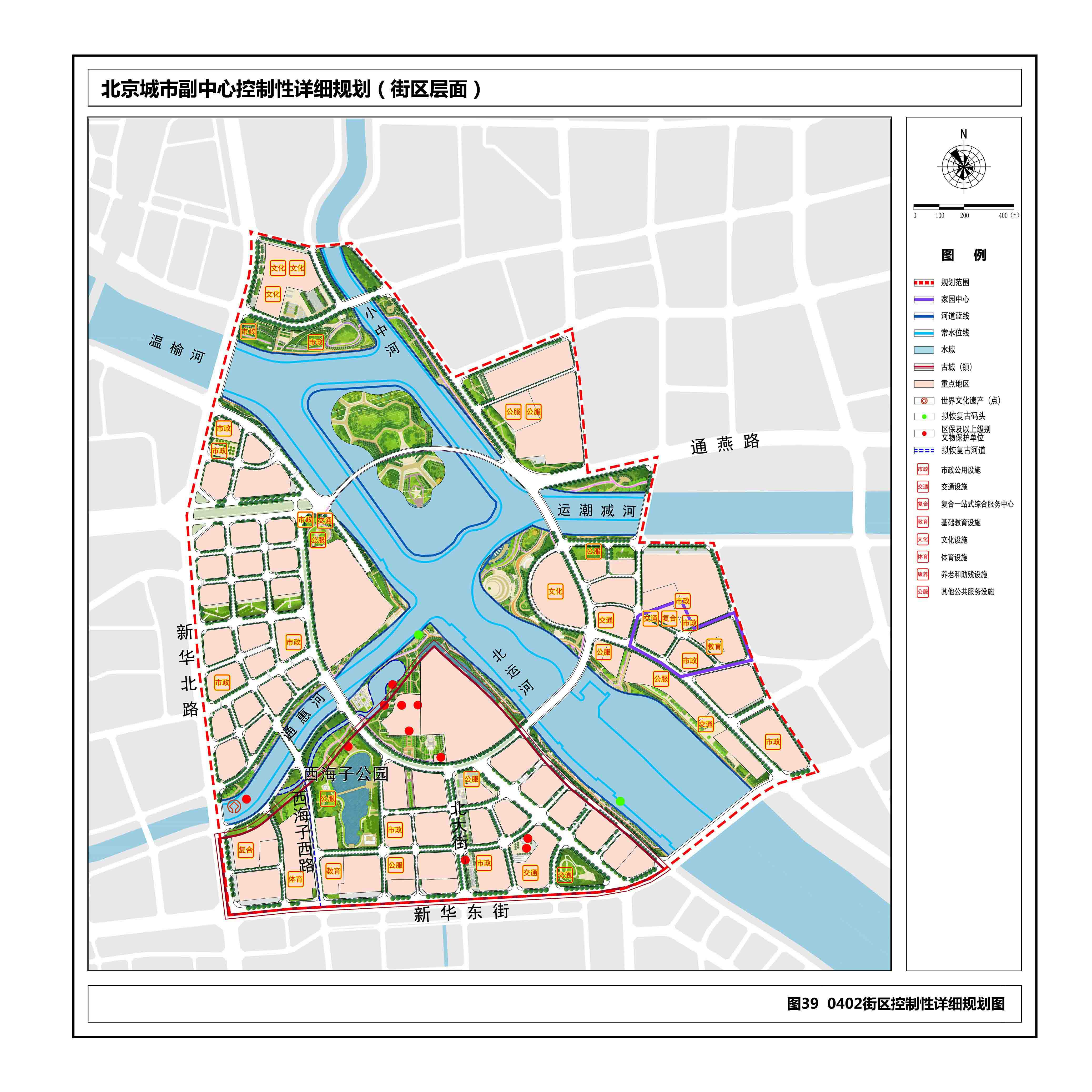
运河商务区启动区规划（《北京城市副中心控制性详细规划（街区层面）（2016年—2035年）》 0402街区规划图则）

运河商务区是北京城市副中心正在建设的中心商务区，位于京杭大运河北起点，也是长安街延长线与六环路交汇地区商务区规划面积20.38平方公里，由运河商务区启动区、新城金融服务园区和副中心站综合交通枢纽（0101街区）三个开发区域组成。运河商务区启动区北到源头岛，西至新华南北路，南邻玉带河大街，东以北运河为界；新城金融服务园区，北至潞苑北大街，西至榆景中路，南邻大运河，东以通顺路；0101街区，东至东六环、西南至大运河，西北至玉带河大街。

运河商务区承担着疏解北京中心城区商务功能，央企二、三级总部和市属国企总部向城市副中心转移的作用，商务区将构建“总部经济”、“财富管理”产业集群。

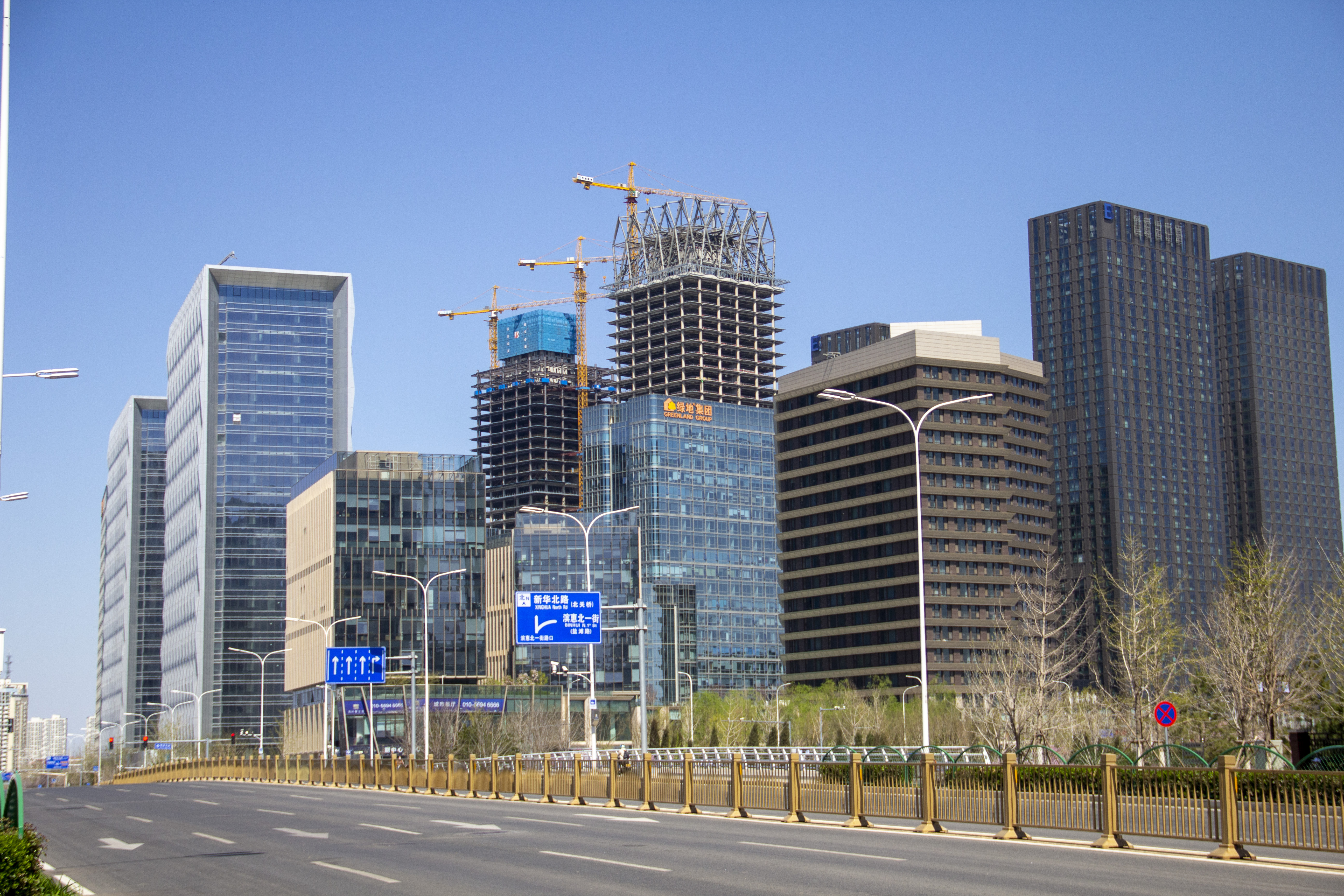
通州区运河商务区

## 历史

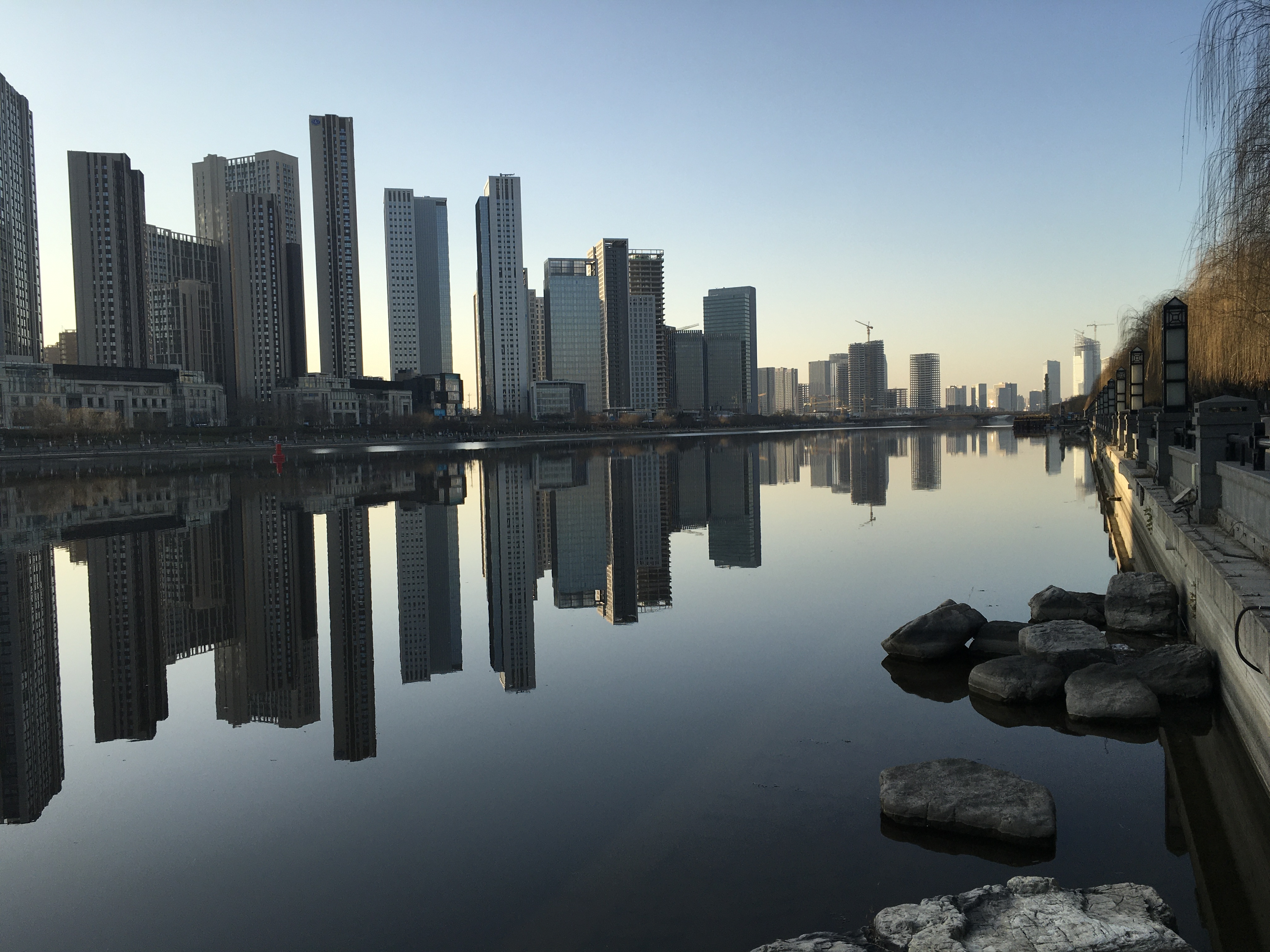
通州北运河公园

建设前，原址为危旧平房，最高的房子只有四五层。后规划为“通州新城”的核心区。2009年启动拆迁，2011年启动开发建设。通州区升级为“北京城市副中心”后，运河商务区承担疏解北京中心城区商务功能的作用，中心城区央企二、三级总部和市属国企总部将向此处转移。

## 设计
其垂直方向的区位构成可分为以办公为主的超高层区，办公、居住、旅馆为主的高层区；办公、商贸、居住、旅馆、商业为主的中层区；表现为地面功能的延伸的近地面区。另外还包括地面层、地表层、地下浅层区、地下中层区、地下深层区等9个区。
商务区不设置传统垃圾桶，垃圾投放口链接管道，达到一定重量自动抽气将垃圾投放到中心垃圾站。

## 组成
商务区规划最高的楼是新光大中心一座高近300米的塔楼。

## 相册

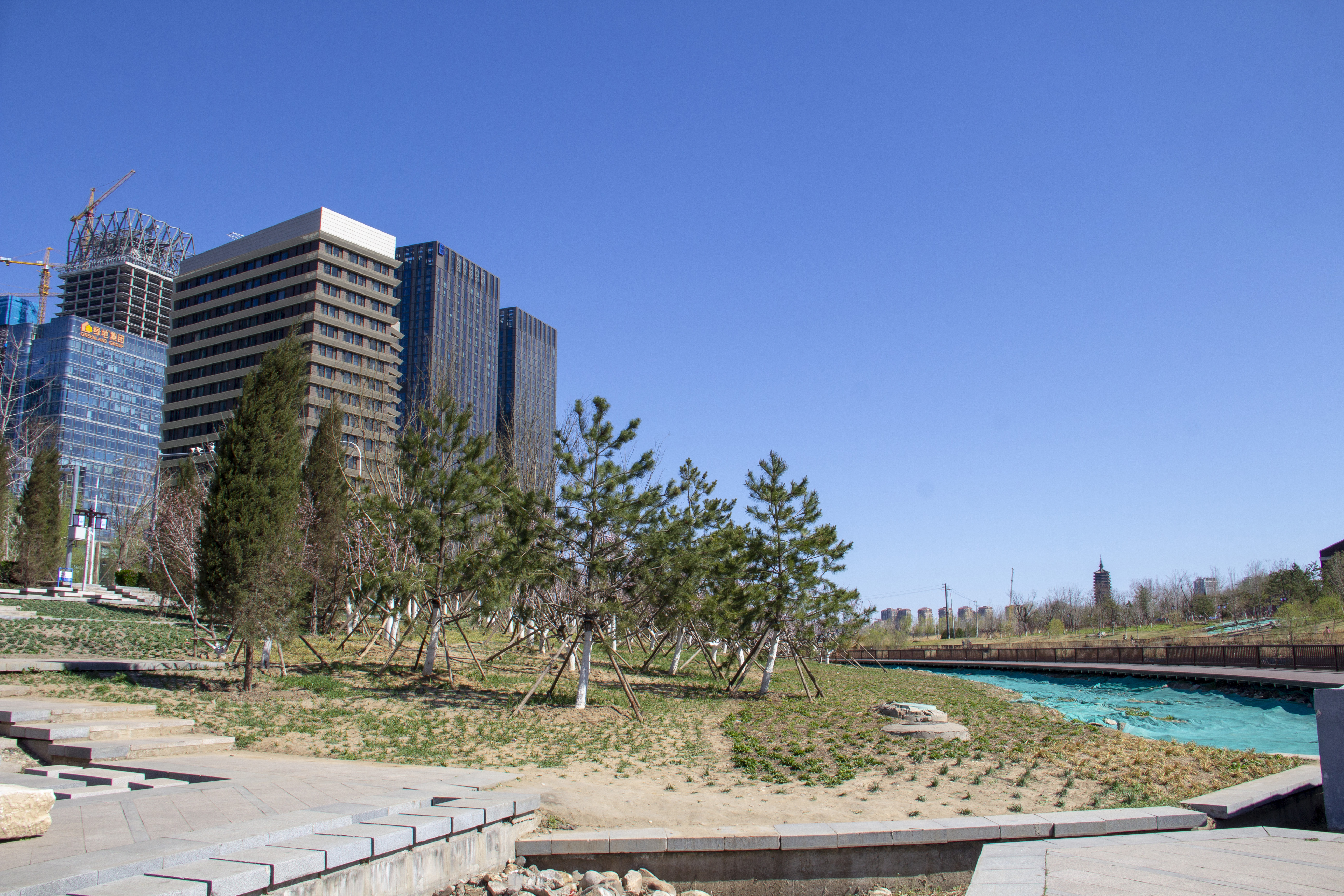
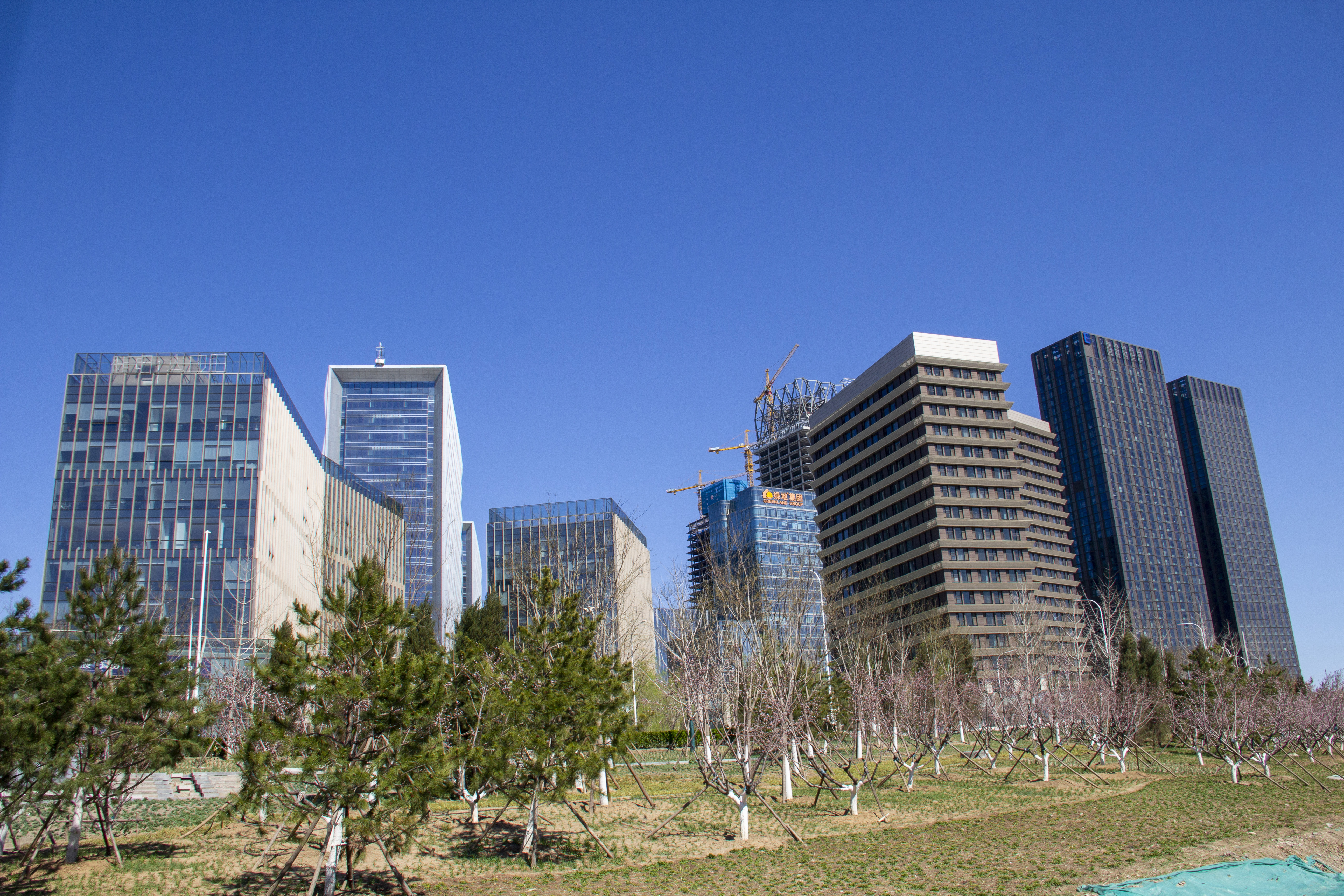
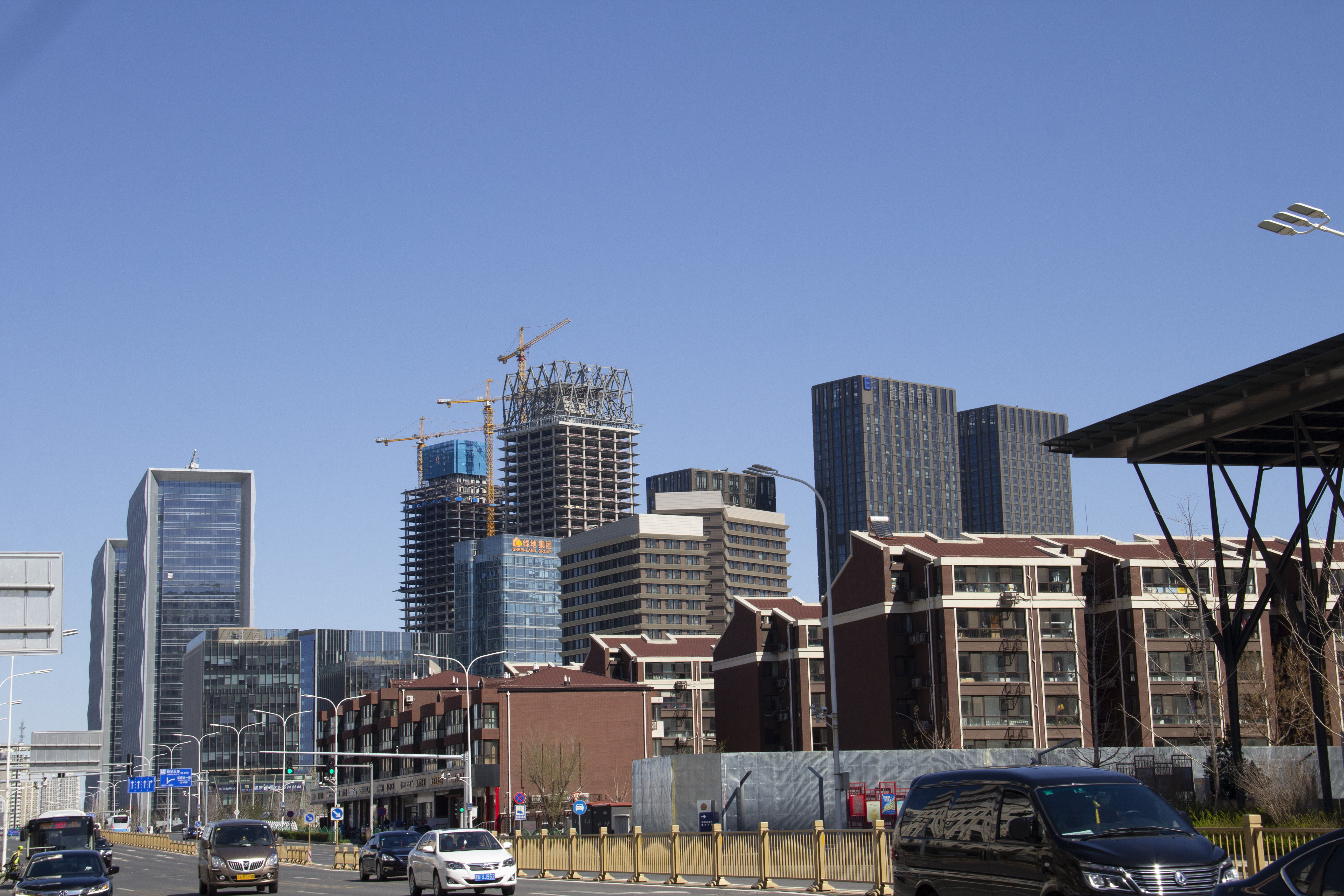
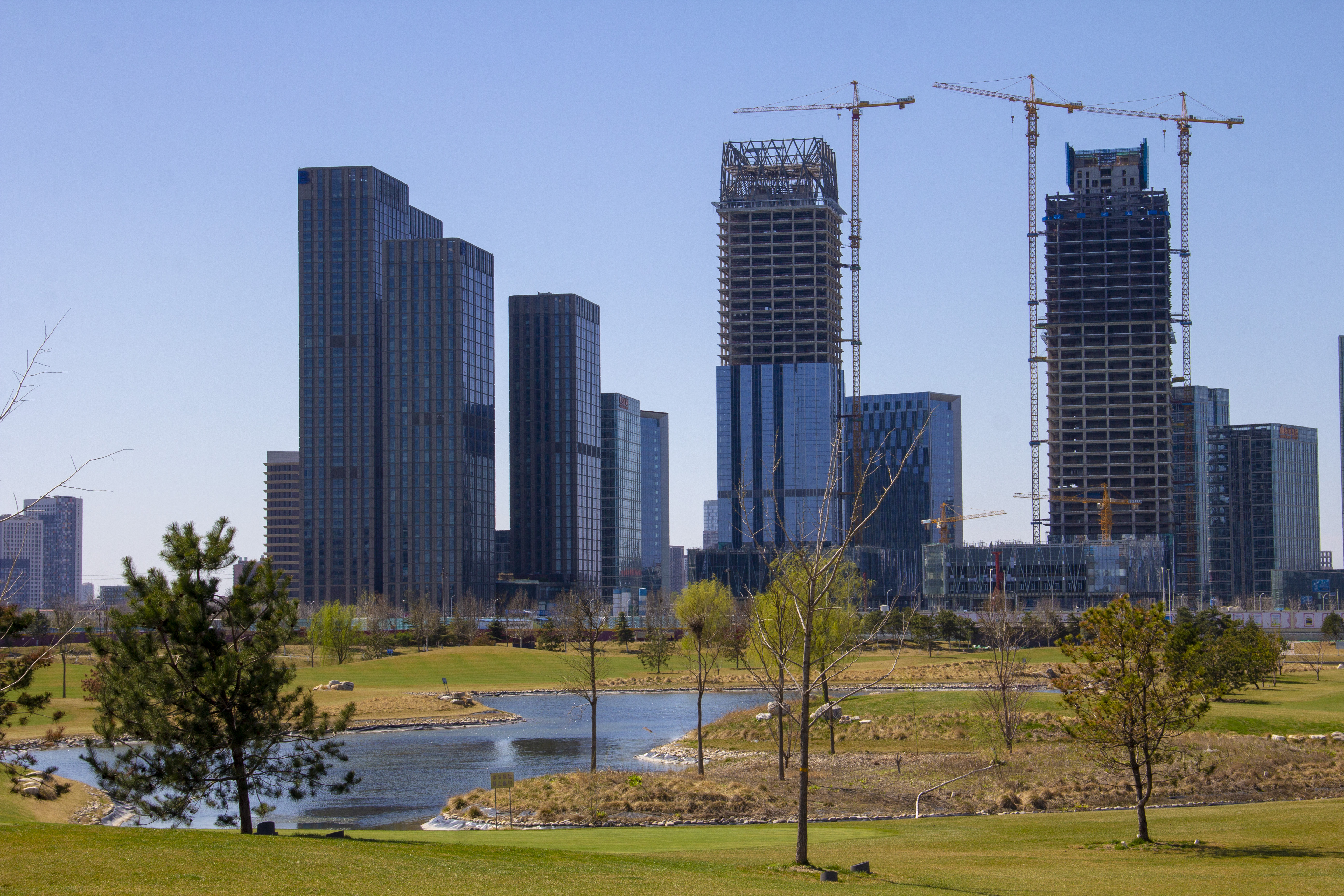
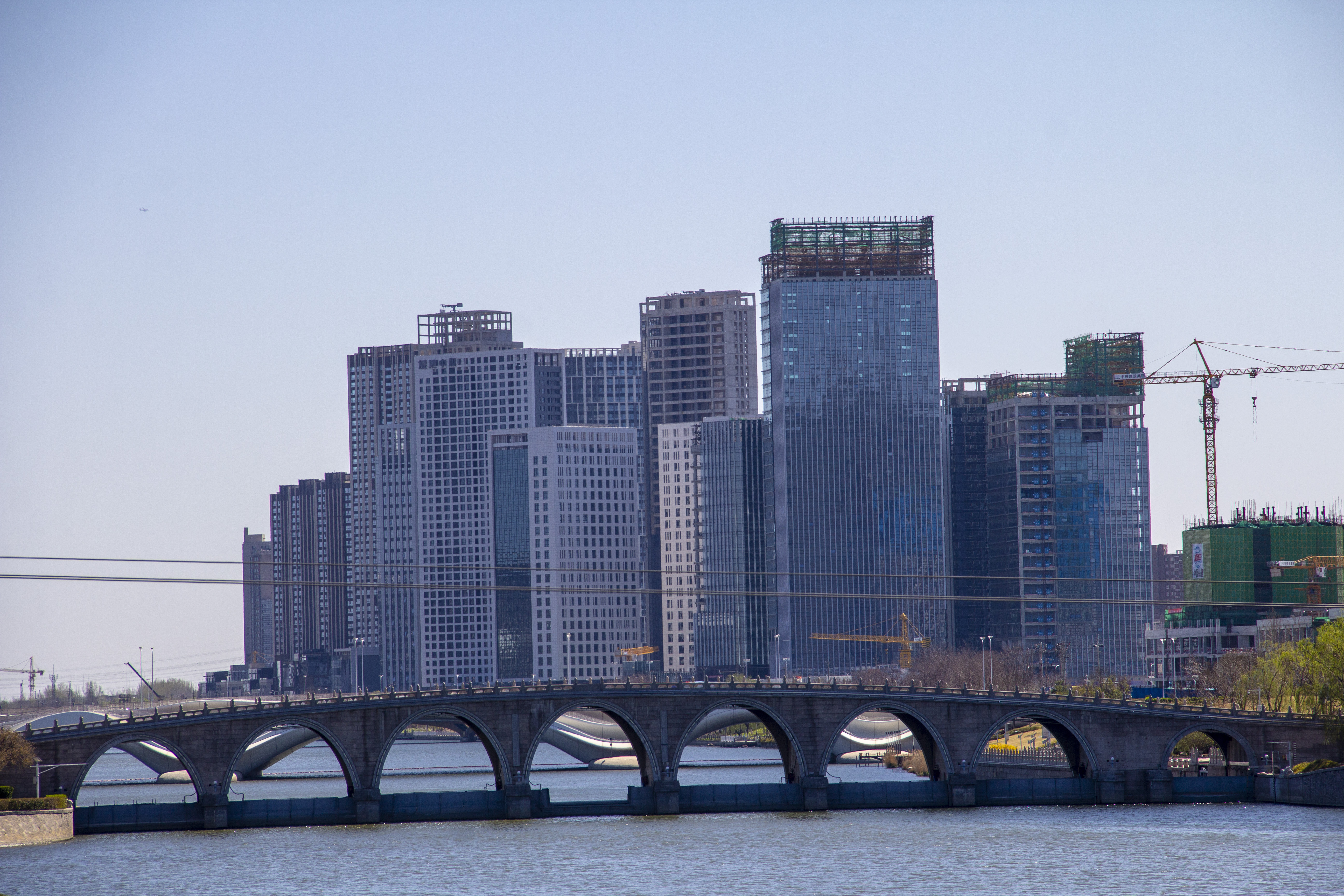
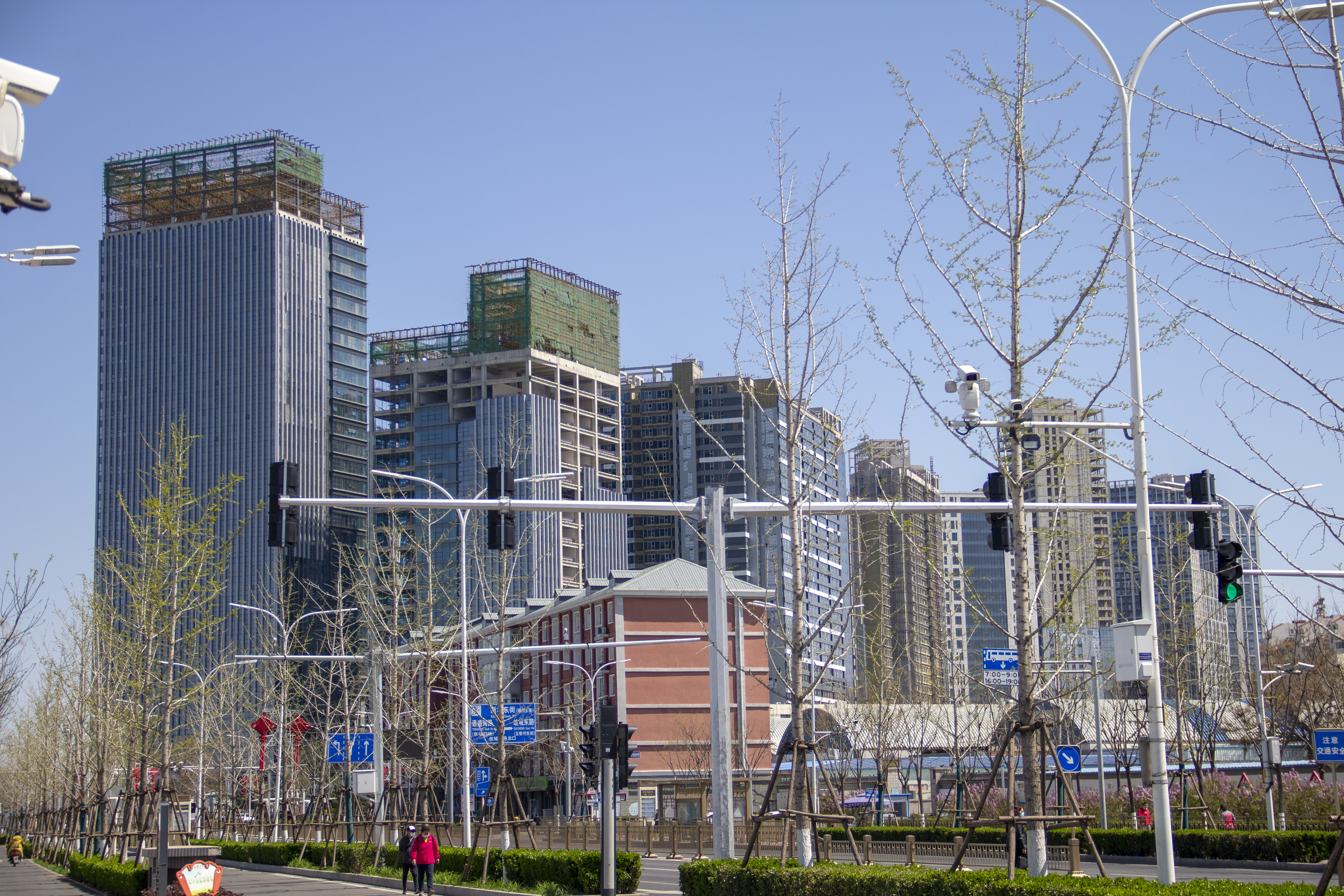
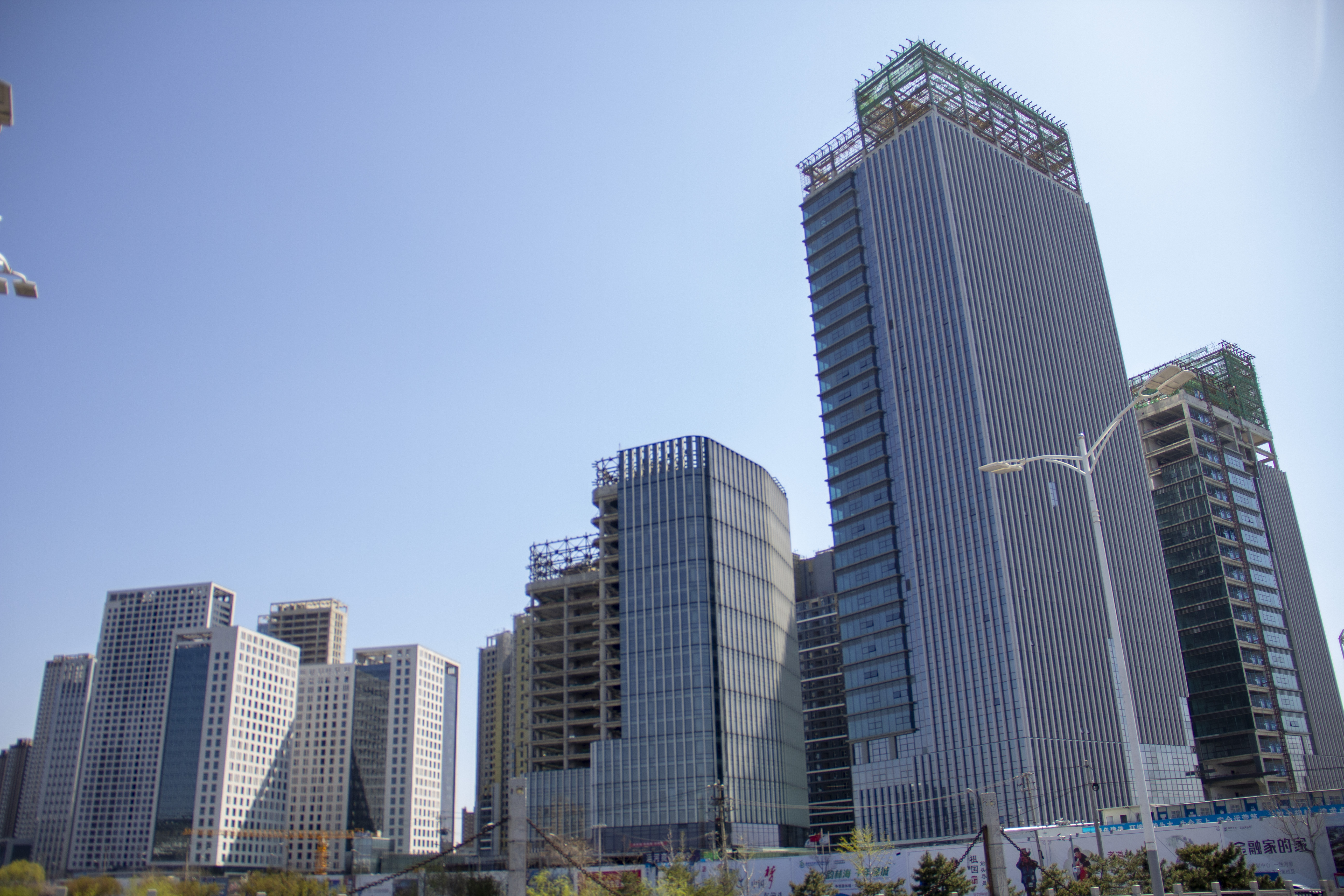
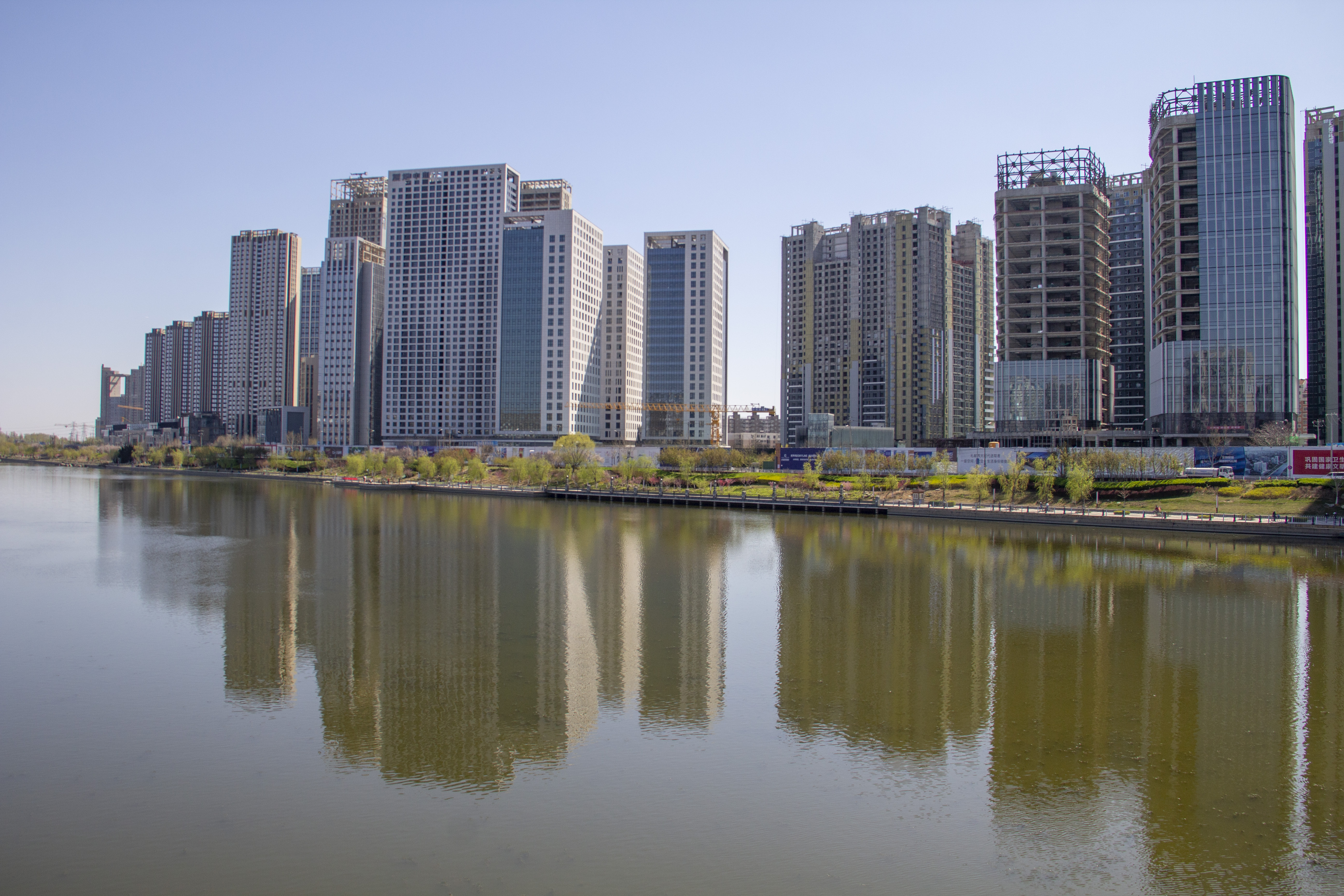
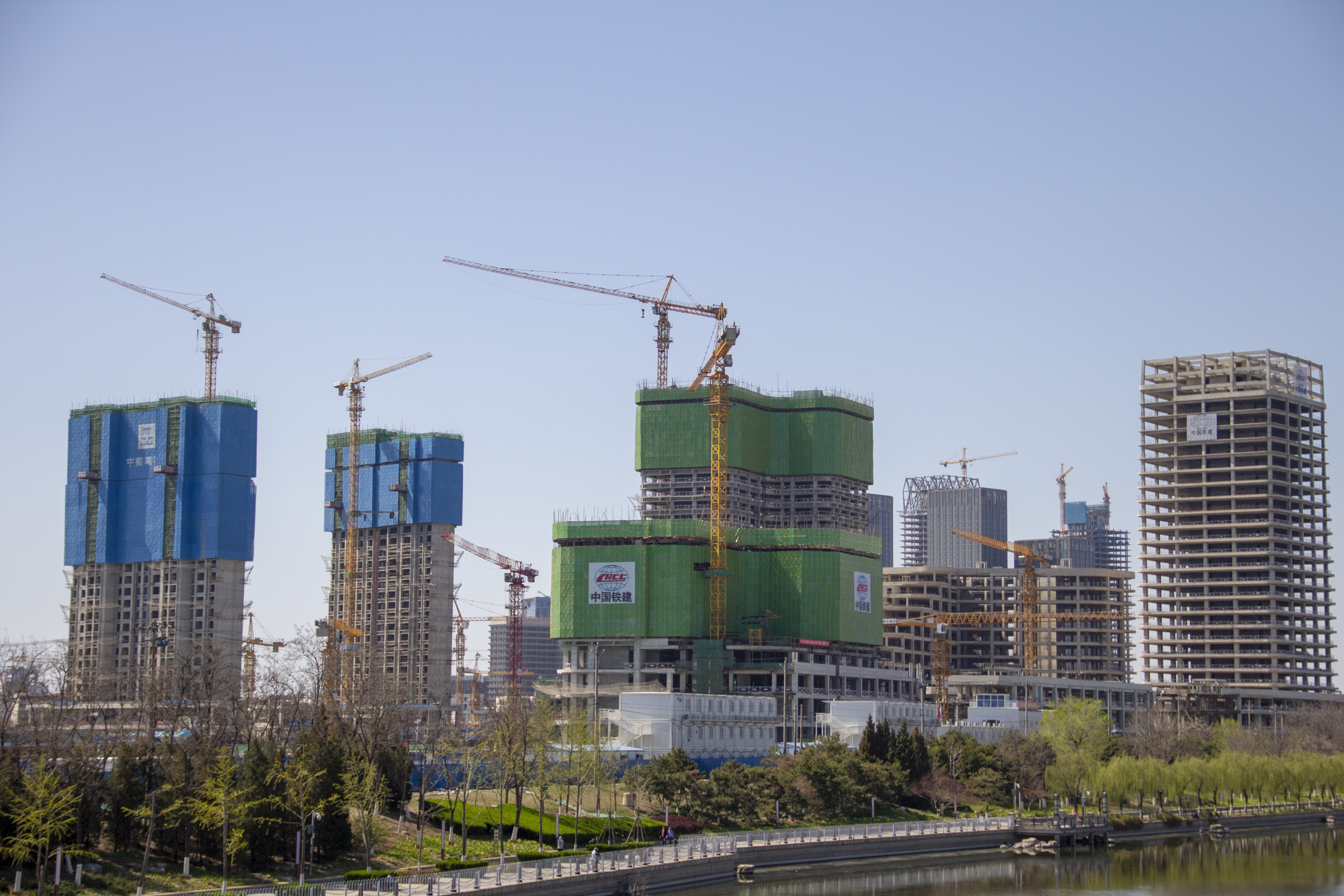
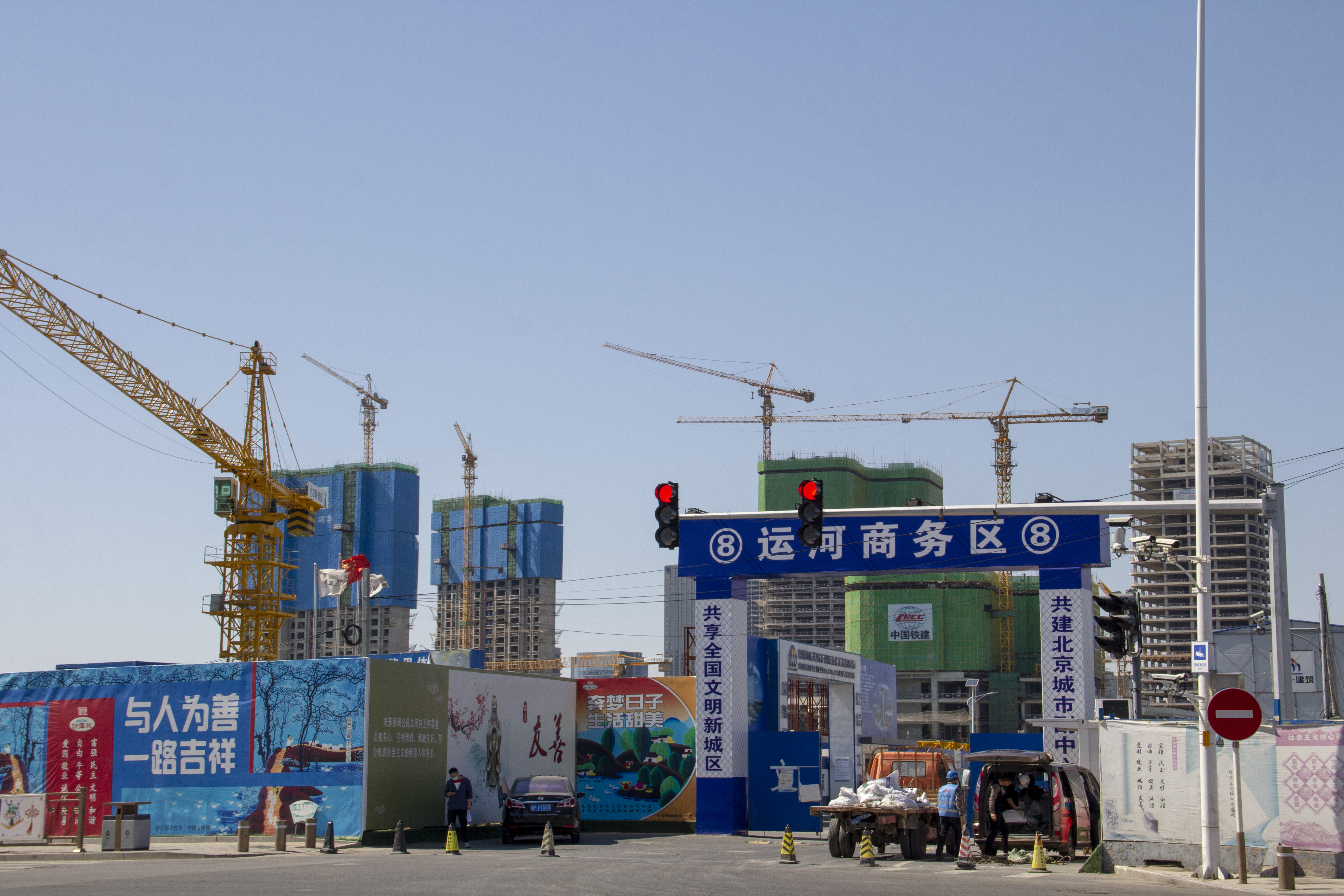
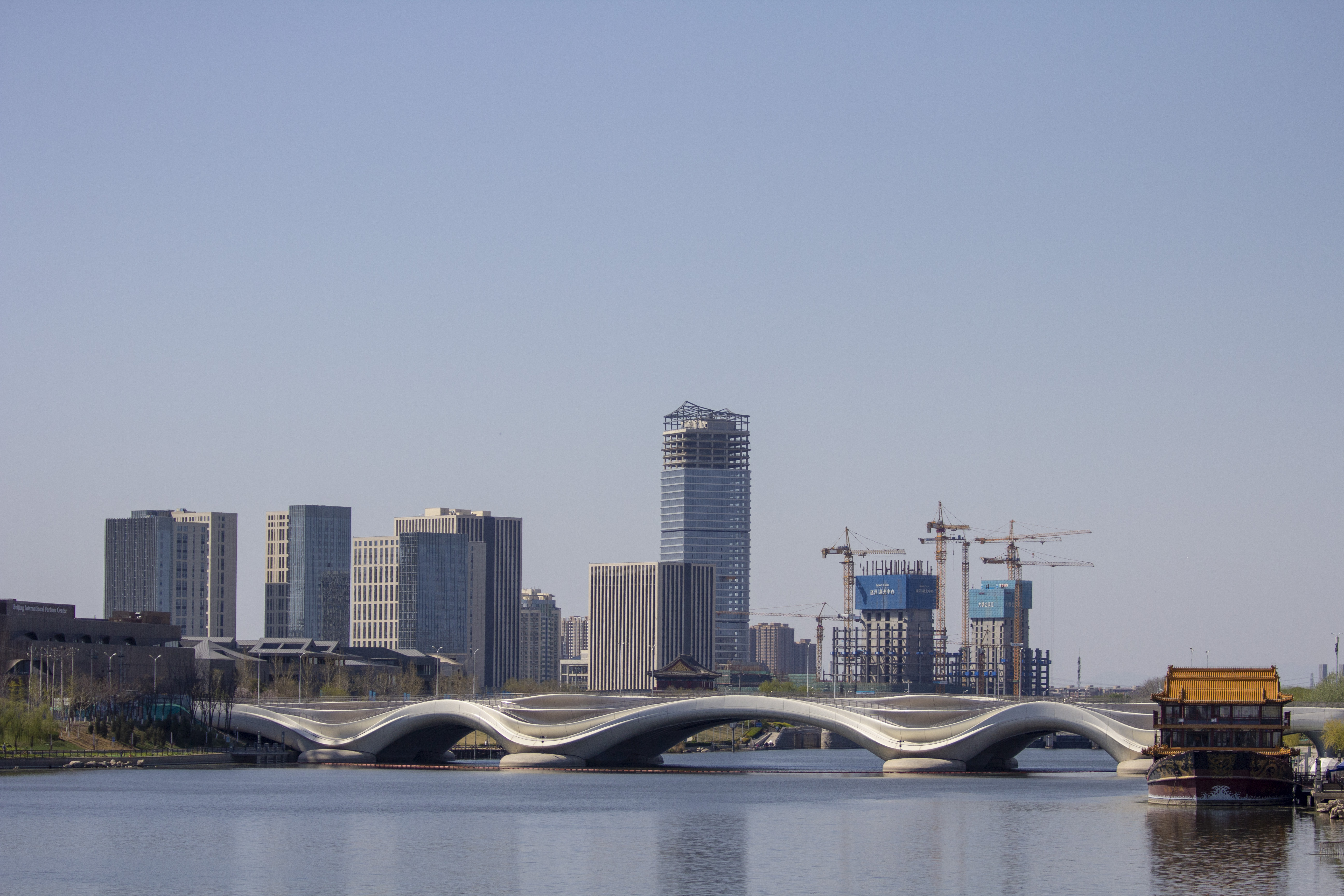
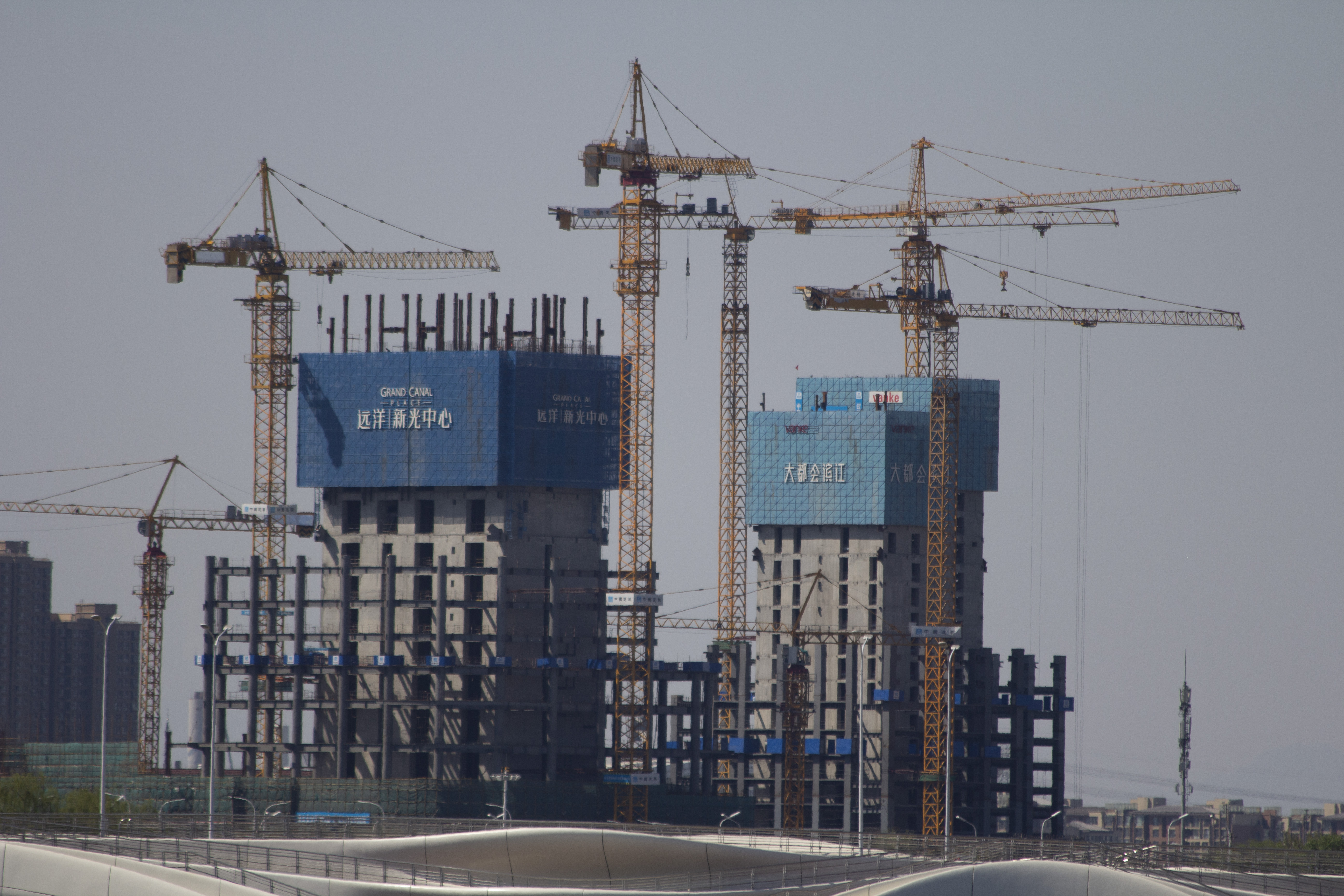